# Wendengying (köpinghuvudort i Kina, Shandong Sheng, lat 37,21, long 122,10)
Wendengying (kinesiska: 文登营, 文登营镇) är en köpinghuvudort i Kina. Den ligger i provinsen Shandong, i den östra delen av landet, omkring 460 kilometer öster om provinshuvudstaden Jinan. Antalet invånare är 32 280. Befolkningen består av 15 606 kvinnor och 16 674 män. Barn under 15 år utgör 6,0 %, vuxna 15-64 år 79 %, och äldre över 65 år 14,0 %.
Runt Wendengying är det tätbefolkat, med 319 invånare per kvadratkilometer. Närmaste större samhälle är Wendeng, 4,6 km väster om Wendengying. Trakten runt Wendengying består till största delen av jordbruksmark.
Genomsnittlig årsnederbörd är 717 millimeter. Den regnigaste månaden är juli, med i genomsnitt 210 mm nederbörd, och den torraste är januari, med 14 mm nederbörd.